# North American Soccer League (1981)
North American Soccer League 1981 – 14. sezon NASL, ligi zawodowej znajdującej się na najwyższym szczeblu rozgrywek w Stanach Zjednoczonych i Kanadzie. Finał Soccer Bowl został rozegrany 26 września 1981 roku. Soccer Bowl zdobyła drużyna Chicago Sting.

## Rozgrywki
W rozgrywkach NASL w sezonie 1981 udział wzięły 21 zespołów. Z rozgrywek się wycofały: Houston Hurricane, Rochester Lancers i Washington Diplomats, natomiast nazwy i swoje siedziby do innych miast zmieniły: Memphis Rogues na Calgary Boomers, Detroit Express na Washington Diplomats, New England Tea Men na Jacksonville Tea Men i Philadelphia Fury na Montreal Manic.

## Sezon zasadniczy
W = Wygrane, P = Porażki, GZ = Gole strzelone, GS = Gole stracone, PKT = Liczba zdobytych punktów
Punktacja:
- 6 punktów za zwycięstwo
- 4 punkty za zwycięstwo po rzutach karnych
- 1 punkt każdy za gol zdobyty w trzech meczach
- 0 punktów za porażkę[1]

| Eastern Division     | W  | P  | GZ | GS | PKT |
| -------------------- | -- | -- | -- | -- | --- |
| New York Cosmos      | 23 | 9  | 80 | 49 | 200 |
| Montreal Manic       | 15 | 17 | 63 | 57 | 141 |
| Washington Diplomats | 15 | 17 | 59 | 58 | 135 |
| Toronto Blizzard     | 7  | 25 | 39 | 82 | 77  |

| Southern Division        | W  | P  | GZ | GS | PKT |
| ------------------------ | -- | -- | -- | -- | --- |
| Atlanta Chiefs           | 17 | 15 | 62 | 60 | 151 |
| Fort Lauderdale Strikers | 18 | 14 | 54 | 46 | 144 |
| Jacksonville Tea Men     | 18 | 14 | 51 | 46 | 141 |
| Tampa Bay Rowdies        | 15 | 17 | 63 | 64 | 139 |

| Central Division | W  | P  | GZ | GS | PKT |
| ---------------- | -- | -- | -- | -- | --- |
| Chicago Sting    | 23 | 9  | 84 | 50 | 195 |
| Minnesota Kicks  | 19 | 13 | 63 | 57 | 163 |
| Tulsa Roughnecks | 17 | 15 | 60 | 49 | 154 |
| Dallas Tornado   | 5  | 27 | 27 | 71 | 54  |

| Western Division     | W  | P  | GZ | GS | PKT |
| -------------------- | -- | -- | -- | -- | --- |
| San Diego Sockers    | 21 | 11 | 67 | 49 | 173 |
| Los Angeles Aztecs   | 19 | 13 | 53 | 55 | 160 |
| California Surf      | 11 | 21 | 60 | 77 | 117 |
| San Jose Earthquakes | 11 | 21 | 44 | 78 | 108 |

| Northwest Division  | W  | P  | GZ | GS | PKT |
| ------------------- | -- | -- | -- | -- | --- |
| Vancouver Whitecaps | 21 | 11 | 74 | 43 | 186 |
| Calgary Boomers     | 17 | 15 | 59 | 54 | 151 |
| Portland Timbers    | 17 | 15 | 52 | 49 | 141 |
| Seattle Sounders    | 15 | 17 | 60 | 62 | 137 |
| Edmonton Drillers   | 12 | 20 | 60 | 79 | 123 |

| Awans do playoff         |
| Mistrz rundy zasadniczej |

## Drużyna gwiazd sezonu
| Pozycja | Pierwsza drużyna                            | Druga drużyna                        | Wyróżnienia                                                         |
| ------- | ------------------------------------------- | ------------------------------------ | ------------------------------------------------------------------- |
| BR      | Jan van Beveren (Fort Lauderdale Strikers)  | Hubert Birkenmeier (New York Cosmos) | Volkmar Gross (San Diego Sockers)                                   |
| OB      | Frantz Mathieu (Chicago Sting)              | Barry Wallace (Tulsa Roughnecks)     | Nick Rohmann (San Diego Sockers)                                    |
| OB      | Wim Rijsbergen (New York Cosmos)            | Kevin Bond (Seattle Sounders)        | Robert Iarusci (New York Cosmos)                                    |
| OB      | Peter Nogly (Edmonton Drillers)             | Mihalj Keri (Los Angeles Aztecs)     | Dave Huson (Chicago Sting)                                          |
| OB      | John Gorman (Tampa Bay Rowdies)             | Pierce O’Leary (Vancouver Whitecaps) | Carlos Alberto Torres (California Surf)                             |
| PO      | Arno Steffenhagen (Chicago Sting)           | Alan Hudson (Seattle Sounders)       | Juli Veee (San Diego Sockers)                                       |
| PO      | Vladislav Bogićević (New York Cosmos)       | George Best (San Diego Sockers)      | Jomo Sono (Toronto Blizzard)                                        |
| PO      | Teófilo Cubillas (Fort Lauderdale Strikers) | Peter Lorimer (Vancouver Whitecaps)  | Duncan McKenzie (Tulsa Roughnecks)                                  |
| NA      | Brian Kidd (Atlanta Chiefs)                 | Karl-Heinz Granitza (Chicago Sting)  | Mike Stojanović (San Diego Sockers)                                 |
| NA      | Gordon Hill (Montreal Manic)                | Roberto Cabañas (New York Cosmos)    | Pato Margetic (Chicago Sting)                                       |
| NA      | Giorgio Chinaglia (New York Cosmos)         | Franz Gerber (Calgary Boomers)       | Alan Green (Jacksonville Tea Men) / Steve Wegerle (New York Cosmos) |

## Playoff

### Pierwsza runda
| Drużyna 1            | Vs | Drużyna 2                | Pierwszy mecz | Drugi mecz   | Trzeci mecz |                                                                    |
| -------------------- | -- | ------------------------ | ------------- | ------------ | ----------- | ------------------------------------------------------------------ |
| Tulsa Roughnecks     | -  | Minnesota Kicks          | 1:3           | 0:1 (k. 4:5) | x           | 22 sierpnia – 16,205 • 26 sierpnia – 10,722                        |
| Portland Timbers     | -  | San Diego Sockers        | 2:1           | 1:5          | 0:2         | 22 sierpnia – 16,003 • 26 sierpnia – 12,039 • 30 sierpnia – 15,244 |
| Jacksonville Tea Men | -  | Atlanta Chiefs           | 3 - 2 (OT)    | 2:1          | x           | 23 sierpnia – 9,287 • 25 sierpnia – 6,572                          |
| Calgary Boomers      | -  | Fort Lauderdale Strikers | 1:3           | 0:2          | x           | 23 sierpnia – 12,196 • 26 sierpnia – 11,494                        |
| Tampa Bay Rowdies    | -  | Vancouver Whitecaps      | 4:1           | 1:0          | x           | 23 sierpnia – 21,192 • 26 sierpnia – 28,896                        |
| Seattle Sounders     | -  | Chicago Sting            | 2:3           | 2:0          | 2:3         | 23 sierpnia – 14,643 • 26 sierpnia – 15,176 • 30 sierpnia – 24,080 |
| Montreal Manic       | -  | Los Angeles Aztecs       | 5:3           | 2:3          | 2:1 (OT)    | 24 sierpnia – 46,682 • 27 sierpnia – 7,529 • 30 sierpnia – 8,812   |

### Ćwierćfinały
| Drużyna 1                | Vs | Drużyna 2         | Pierwszy mecz | Drugi mecz   | Trzeci mecz |                                                                  |
| ------------------------ | -- | ----------------- | ------------- | ------------ | ----------- | ---------------------------------------------------------------- |
| Tampa Bay Rowdies        | -  | Seattle Sounders  | 3:6           | 3:2 (k. 4:2) | 0:2         | 2 września – 29,224 • 5 września – 38,691 • 9 września – 33,754  |
| Montreal Manic           | -  | Chicago Sting     | 3:2           | 2:4          | 2:4         | 2 września – 58,542 • 5 września – 24,648 • 10 września – 27,489 |
| Fort Lauderdale Strikers | -  | Minnesota Kicks   | 3:1           | 3:0          | x           | 2 września – 11,918 • 6 września – 10,278                        |
| Jacksonville Tea Men     | -  | San Diego Sockers | 2:1 (OT)      | 1:2          | 1:3         | 2 września – 12,252 • 6 września – 14,428 • 9 września – 14,015  |

### Półfinały
| Drużyna 1                | Vs | Drużyna 2       | Pierwszy mecz | Drugi mecz | Trzeci mecz  |                                                                    |
| ------------------------ | -- | --------------- | ------------- | ---------- | ------------ | ------------------------------------------------------------------ |
| Fort Lauderdale Strikers | -  | New York Cosmos | 3:4           | 1:4        | x            | 12 września – 18,814 • 16 września – 31,112                        |
| San Diego Sockers        | -  | Chicago Sting   | 2:1           | 1:2        | 0:1 (k. 2–3) | 12 września – 18,192 • 16 września – 21,760 • 21 września – 39,623 |

### Soccer Bowl 1981
| 26 września 1981                               | Chicago Sting | 1:0 k. 2:10:0                                      | New York Cosmos | Exhibition Stadium, Toronto Widzów: 36 971 Sędzia: Dante Maglio |
|                                                |               |                                                    |                 |                                                                 |
|                                                |               | Rzuty karne                                        |                 |                                                                 |
| Margetic · Spalding · Peter · Granitza · Glenn |               | Seninho · Chinaglia · Bogićević · Buljan · Iarusci |                 |                                                                 |

| North American Soccer League 1981 Zwycięzcy |
| ------------------------------------------- |
| Chicago Sting 1. Tytuł                      |

1. ↑  Od 1977 do 1984 roku w rozgrywkach NASL obowiązywała inna procedura rozgrywania serii rzutów karnym w przypadku remisów w danym meczu. Zawodnicy strzelali z odległości 35 jardów od bramki i mieli oni 5 sekund na oddanie strzału[3][4].

## Nagrody
- MVP: Giorgio Chinaglia (New York Cosmos)
- Trener Roku: Willy Roy (Chicago Sting)
- Odkrycie Roku: Joe Morrone Jr. (Tulsa Roughnecks)
- Piłkarz Roku Ameryki Północnej: Mike Stojanović (San Diego Sockers)[6]